# Asín de Broto
Asín de Broto est un village de la province de Huesca[Où ?], situé à environ sept kilomètres au sud de Broto, à laquelle il est rattaché administrativement, à 1 036 mètres d'altitude. 
Le village a sans doute connu sa plus grande prospérité au XVIe siècle, en raison de la production et du filage de la laine, activité économique dominante à l'époque dans la région. En témoignent en particulier deux maisons, la casa Notario et la casa Cabalero. Il compte aujourd'hui une trentaine d'habitants. 
L'église du village, construite au XIIe siècle et agrandie au XVIIe siècle, est dédiée à l'Assomption de Marie. Un conjurador se trouve à proximité immédiate. À environ deux kilomètres au sud-est du noyau principal du village se trouve une chapelle dédiée à saint Mammès de Césarée (San Mámes). 